# Joseph Baratz
Pour les articles homonymes, voir Baratz.

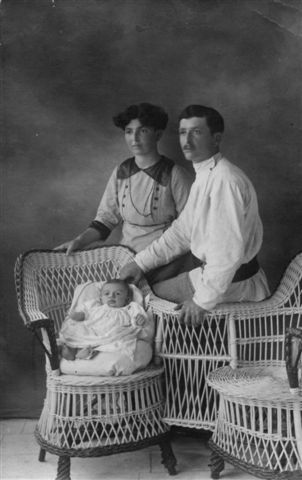
Miriam et Joseph Baratz vers 1913

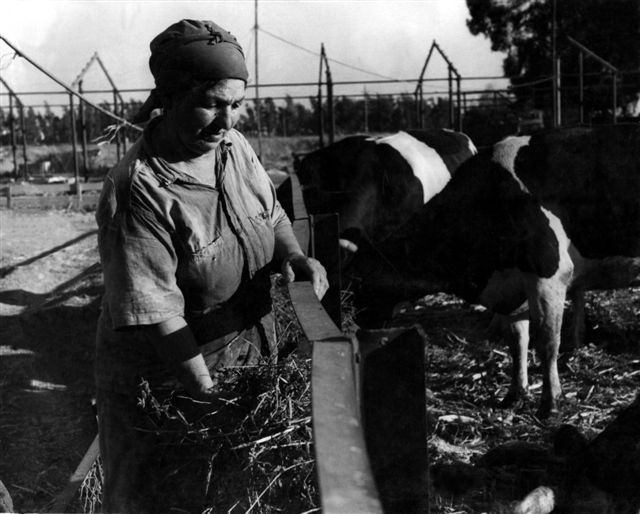
Miriam Baratz au travail dans le kibboutrz

Joseph Baratz, également orthographié Yossef Baratz (hébreu : יוסף ברץ), né le 8 mai 1890 à Coșnița (gouvernement de Kherson, Empire russe) et mort le 14 décembre 1968 à Sh'aar Menashe, près de Pardes Hanna-Karkur (Israël), est un militant sioniste devenu homme politique israélien.

## Biographie
Baratz est scolarisé dans un heder et s'engage dans les jeunesses sionistes à Chișinău. Après les pogroms d'Ukraine et de Bessarabie en 1903 et 1905, Baratz et sa famille font partie des nombreux juifs qui quittent l'Empire russe pour faire leur alya. Il émigre en 1906 en Palestine ottomane et travaille dans l'agriculture dans la région de Petah Tikva de Rehovot, puis comme tailleur de pierre à Jérusalem, Tel Aviv, Atlit et Zikhron Yaakov.
En 1910, Baratz participe à la fondation du premier kibboutz à Degania Alef, au bord du lac de Tibériade, où il s'installe et épouse Miriam Ostrovsky (1889–1970) en 1912, avec qui il a sept enfants. Le couple introduit une nouvelle forme de vie familiale dans le kibboutz.
Baratz représente le parti Hapoel Hatzaïr au Parlement juif de Palestine mandataire. Il siège également au comité de direction de la Haganah, une organisation paramilitaire sioniste. Le syndicat Histadrout envoie Baratz en mission en Russie en 1919, puis aux États-Unis et au Canada en 1921, 1926 et 1931, et enfin en Autriche en 1934. Il participe régulièrement au Congrès sioniste à partir de sa 12e édition en 1921. Durant la Seconde Guerre mondiale, il est recruteur pour la Brigade juive en Palestine mandataire et président du comité de soutien de la Brigade.
Après la déclaration d'indépendance d'Israël le 14 mai 1948, Joseph Baratz est élu lors des premières élections israéliennes en janvier 1949 et est député du Mapaï . Il quitte ses fonctions  lors des élections législatives de 1951. Il se retire alors dans son kibboutz, Degania Alef. 

## Publications
- (en) A village by the Jordan: the story of Degania
- (en) Eretz Israel in self defence, Jérusalem, Keren Hayesod, 1938.